# Новопетровське (Івановська сільська рада)
Новопетро́вське (рос. Новопетровское, башк. Яңы Петровский) — присілок у складі Хайбуллінського району Башкортостану, Росія. Входить до складу Івановської сільської ради.
Населення — 44 особи (2010; 86 в 2002).
Національний склад:
- башкири — 50%
- росіяни — 50%